# Robert De Noos
Robert De Noos (1913 - 1995) was een Belgisch advocaat en politicus voor de CVP.

## Levensloop
De Noos was van beroep advocaat. Hij zette zijn eerste politieke stappen kort na het einde van de Tweede Wereldoorlog toen hij betrokken was bij de oprichting van de Lokerse CVP-afdeling. Begin 1946 werd hij verkozen tot provincieraadslid van Oost-Vlaanderen.  Hij werd dat jaar ook verkozen tot gemeenteraadslid en begin 1947 aangeduid als eerste schepen met als bevoegdheden Onderwijs en Openbare werken in de stad.
In 1960 volgde De Noos Prosper Thuysbaert op als burgemeester. Zelf werd hij in deze hoedanigheid opgevolgd in 1975 door partijgenoot Hilaire Liebaut. Tot zijn belangrijkste realisaties behoren de bouw van het zwembad en de economische expansie van Lokeren (met onder meer de aanleg van een industrieterrein aan de Waasmunsterbaan).